# 祖国人民党
祖国人民党（リトアニア語: Tėvynės liaudies partija、略称：TLP）は、1999年から2001年まで存在したリトアニアの政党。

## 歴史
1999年10月23日、祖国同盟を離脱した国会議員（ライマ・アンドリキエネ、イレナ・アンドリュカイティエネ、ヴィドマンタス・ジエメリス）らを中心にヴィリニュスで結党された。
2000年の国会議員選挙では議席を獲得することはできなかった。2001年10月20日、リトアニア民主党 (LDP) 、独立党 (NP) 、リトアニア自由連盟 (LLL) と合併し、リトアニア右派連合 (LDS) を結成した。なお、右派連合はその後2003年に祖国同盟に吸収された。